# Кренцько
Кренцько (пол. Kręcko, нім. Kranz) — село в Польщі, у гміні Збоншинек Свебодзінського повіту Любуського воєводства.
Населення — 349 осіб (2011).
У 1975-1998 роках село належало до Зеленогурського воєводства.

## Демографія
Демографічна структура станом на 31 березня 2011 року:
|          | Загалом | Допрацездатний вік | Працездатний вік | Постпрацездатний вік |
| -------- | ------- | ------------------ | ---------------- | -------------------- |
| Чоловіки | 180     | 42                 | 124              | 14                   |
| Жінки    | 169     | 36                 | 100              | 33                   |
| Разом    | 349     | 78                 | 224              | 47                   |